# Lilith (Vorname)
Lilith ist ein weiblicher Vorname.

## Herkunft und Bedeutung
→ siehe auch: Lilith
Der Name Lilith, hebräisch לִילִית lîlît, ist sumerischen Ursprungs. Er entwickelte sich über die akkadische Form lilītu aus dem sumerischen LĺL. Die genaue Bedeutung des Wortes ist umstritten, vermutlich ist es mit „Windhauch“ zu übersetzen.
Mit der Übernahme von Lilith in den Talmud, verbreitete sich im hebräischen Sprachraum die volksetymologische Deutung „die Nächtliche“ (vgl. לַיְלָה lajlāh „Nacht“). Luther übersetzte den Namen mit „Kobold“, spätere Revisionen gaben ihn mit „Nachtgespenst“ wieder. Die revidierte Lutherbibel von 2017 verwendet wie die Einheitsübersetzung Lilit als Eigenname.

## Verbreitung
In den USA nahm der Name Lilith in den vergangenen Jahren stark an Popularität zu. Im Jahr 2010 trat er erstmals in die Hitliste der 1000 meistgewählten Mädchennamen ein und platzierte sich seitdem beinahe jedes Jahr höher als im Vorjahr. Im Jahr 2021 erreichte er mit Rang 267 erstmals die Top-300 der Vornamenscharts.
In Deutschland ist der Name seit Mitte der 2000er Jahre geläufig, wird jedoch nur selten vergeben. Im Jahr 2021 stand der Name auf Rang 230 der Vornamenscharts. Dabei trägt die Mehrheit der Namensträger die Schreibweise Lilith, nur etwa 3 % tragen die Variante Lilit.
Auch in Österreich ist der Name mäßig beliebt. Im Jahr 2021 belegte er in den Statistiken Rang 240 und wurde an 0,06 % der neugeborenen Mädchen vergeben. Als bislang höchste Platzierung erreichte der Name im Jahr 2009 Rang 207.

## Varianten
Neben Lilith finden sich die biblische Schreibweise Lilit.
Die armenische Namensvariante lautet Լիլիթ Lilit, die lettische Variante Lilita.

## Namensträgerinnen
Lilith:
- Lilith Grasmug, französische Schauspielerin
- Lilith Häßle (* 1991), deutsche Schauspielerin und Hörspielsprecherin
- Lilith Johna (* 2007), deutsche Schauspielerin
- Lilith Kampffmeyer (* 1997), deutsche Theater- und Filmschauspielerin und Fotografin
- Lilith Lang (1891–1952), Modell des Künstlers Oskar Kokoschka
- Lilith Stangenberg (* 1988), deutsche Schauspielerin
- Lilith Ungerer (1944–2000), deutsche Schauspielerin
- Lilith Wittmann (* 1995), deutsche IT-Sicherheitsexpertin

Lilit:
- Lilit Harutjunjan (* 1993), armenische Leichtathletin
- Lilit Makunz (* 1983), armenische Politikerin
- Lilit Mkrttschjan (* 1982), armenische Schachspielerin
- Lilit Pipojan (* 1955), armenische Musikerin, Sängerin und Architektin
- Lilit Poghosjan (* 1996), armenische Badmintonspielerin
- Lilit Teryan (1930–2019), iranische Bildhauerin

Lilitt:
- Lilitt Bollinger (* 1970), Schweizer Architektin und Gastprofessorin

Künstlername:
- Lilith Love, ehemaliger Künstlername der niederländischen Kunstfotografin und bildenden Künstlerin HJIM van Gasteren (* 1964)
- Lilith Marschall, Künstlername der russisch-französischen Pornodarstellerin Anna Polina (* 1989)